# Simh
SIMH es un emulador multiplataforma que funciona en: Windows, Linux, Mac OS X, FreeBSD, NetBSD,
OpenBSD y en otros sistemas operativos.

## Orígenes del SIMH
SIMH está basado en un emulador llamado MIMIC de la década de los 60

## SIMH enPC
La primera versión salió en 1993 con el fin de preservar el hardware de ordenadores antiguos y poder ejecutar su software.

## Data General
- Nova
- Eclipse

## Digital Equipment Corporation
- PDP-1
- PDP-4
- PDP-7
- PDP-8
- PDP-9
- PDP-10
- PDP-11
- PDP-15
- VAX

## GRI Corporation
- GRI-909

## IBM
- 1401
- 1620
- 1130
- 7090/7094
- IBM System/3

## Interdata
- 16-bit series
- 32-bit series

## Hewlett-Packard
- 2116
- 2100
- 21MX

## Honeywell
- H316
- H516

## MITS
- Versiones: Altair 8800, Intel 8080, Zilog Z80.

## Royal-Mcbee
- LGP-30
- LGP-21

## Scientific Data Systems
- SDS 940